# تأثير سانياك

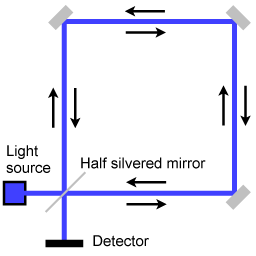
مخطط لإعداد تجربة سانياك.

تأثير سانياك (بالإنجليزية: Sagnac effect)‏أو تداخل سانياك (بالإنجليزية: Sagnac interference)‏ على اسم الفيزيائي الفرنسي جورج سانياك [الإنجليزية]، هو ظاهرة تصادف في قياس التداخل الضوئي التي تبدو للعيان من خلال الدوران. تفرض ظاهرة سانياك وجودها في عملية تجهيز تعرف بقياس التداخل الحلقي.تفصل حزمة ضوئية إلى حزمتين لتعبران مسارين متعاكسين في الاتجاهات. يجب أن يبقى الضوء المقذوف ضمن مساحة منغلقة لكي يعمل كحلقة وعند العودة إلى نقطة الدخول يسمح للضوء بالنفاذ من الجهاز بحيث يتم الحصول على نموذج متداخل. يعتمد موضع تداخل الأهذاب على السرعة الزاوية للتجربة المعدة. يطلق على المنظومة المجهزة لهذا الغرض اسم مقياس تداخل سانياك.

## النظرية
يمكن عرض الإزاحة في تداخل الأهداب ببساطة كنتيجة لاختلاف المسافات التي يقطعها الضوء بسبب دوران المراقب النسبي. إن أبسط اشتقاق يمكن أن يكون لحلقة دائرية بسرعة زاوية {\displaystyle \omega _{rot}}، ولكن النتيجة عامة للأشكال الحلقية الهندسية الأخرى. ينبعث ضوء من مصدر ضوئي في كلا الاتجاهين من نقطة على الحلقة الدوارة، ويتحتم على الضوء المنتقل باتجاه الدوران أن يجتاز طولاً أكبر من محيط الحلقة وبالتالي يصطدم بمصدر الضوء الأصلي من الخلف بعد زمن قدره {\displaystyle t_{1}}
{\displaystyle t_{1}={\frac {2\pi R+\Delta L_{1}}{c}}}

الضوء المنبعث باتجاهين مختلفين يقطع مسافات مختلفة قبل الوصول إلى المصدر الضوئي المتحرك مرة أخرى.

{\displaystyle \Delta L_{1}} هي المسافة (0 إلى 0' في الشكل الموضح) التي تحركتها المرآة خلال نفس ذلك الزمن:
{\displaystyle \Delta L_{1}=R\omega _{\text{rot}}t_{1}.\,}
بعزل {\displaystyle \Delta L_{1}} من المعادلتين أعلاه نحصل على:
{\displaystyle t_{1}={\frac {2\pi R}{c(1-R\omega _{\text{rot}}/c)}}.}
بالمثل، فإن الضوء المنتقل بالاتجاه المعاكس للدوران سوف يقطع أقل من محيط الحلقة قبل الاصطدام بمصدر الضوء من الأمام. يكون الزمن لهذا الاتجاه حتى يصل إلى المصدر الضوئي بالتالي:
{\displaystyle t_{2}={\frac {2\pi R}{c(1+R\omega _{\text{rot}}/c)}}.}
بما أن {\displaystyle R\omega _{\text{rot}}=v\ll c} يمكن للمرء أن يفيد من تقريب ذات الحدين (لقوى لأرقام القريبة من الواحد الصحيح {\displaystyle (1+x)^{\alpha }\approx 1+\alpha x.}): فرق الزمن المقطوع بواسطة الضوء إلى شاشة عرض نموذج التداخل هو
{\displaystyle \Delta t={\frac {4\pi R^{2}\omega _{\text{rot}}}{c^{2}}}={\frac {4A\omega _{\text{rot}}}{c^{2}}},}
حيث A مساحة الحلقة. هذه النتيجة تظهر أنها عامة لأي شكل حلقي له مساحة  A.